# Torneo di scacchi di Wijk aan Zee
Il Torneo di scacchi di Wijk aan Zee (nome ufficiale Tata Steel Chess Tournament) è un torneo di scacchi che si svolge a cadenza annuale attorno al mese di gennaio nella città di Beverwijk. È uno dei tornei più prestigiosi del circuito internazionale e vede la partecipazione dei migliori giocatori al mondo.
Fino al 1999 era conosciuto anche come Torneo Hoogovens, mentre nel periodo tra il 1999 e il 2011 il nome ufficiale è stato Corus Chess Tournament.
Dal 1938 c'è stata una lunga lista di famosi vincitori, tra i quali Max Euwe, Bent Larsen, Tigran Petrosyan, Paul Keres, Juchym Heller, Lajos Portisch, Boris Spasskij, Michail Botvinnik, Michail Tal', Viktor Korčnoj, Jan Timman, Anatolij Karpov, Vladimir Kramnik, Garri Kasparov, Viswanathan Anand, Veselin Topalov e Magnus Carlsen. Dei Campioni del Mondo di scacchi classici post Seconda guerra mondiale, sono assenti solo i nomi di Vasilij Smyslov, Bobby Fischer e Ding Liren. L'edizione del 2001 ha visto partecipare nove dei migliori 10 giocatori del mondo.
Nella sua lunga storia il torneo è stato vinto per otto volte da Magnus Carlsen (una volta a pari merito) e cinque da Viswanathan Anand (tre di queste volte a pari merito). Anand detiene anche il record del maggior numero di partite giocate in questo torneo senza subire sconfitte (70, tra l'edizione del 1998 e quella del 2004). Max Euwe, Lajos Portisch e Viktor Korčnoj hanno vinto il torneo quattro volte.
A partire dalla chiusura del Torneo di Linares viene considerato il Wimbledon degli scacchi.

## Storia del torneo

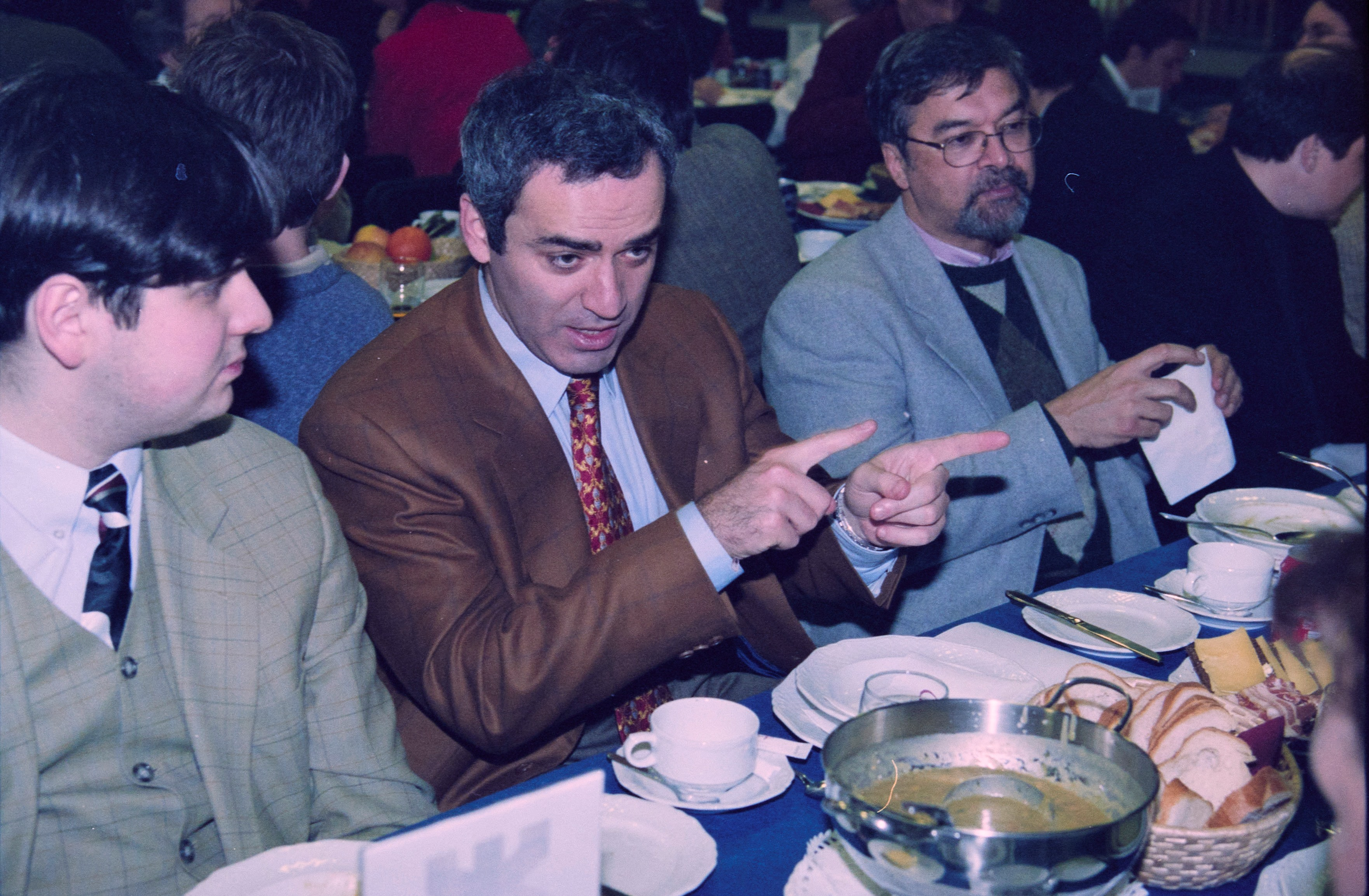
Kasparov durante la cena successiva la sua vittoria nel 1999: si nota la tradizionale zuppa di piselli

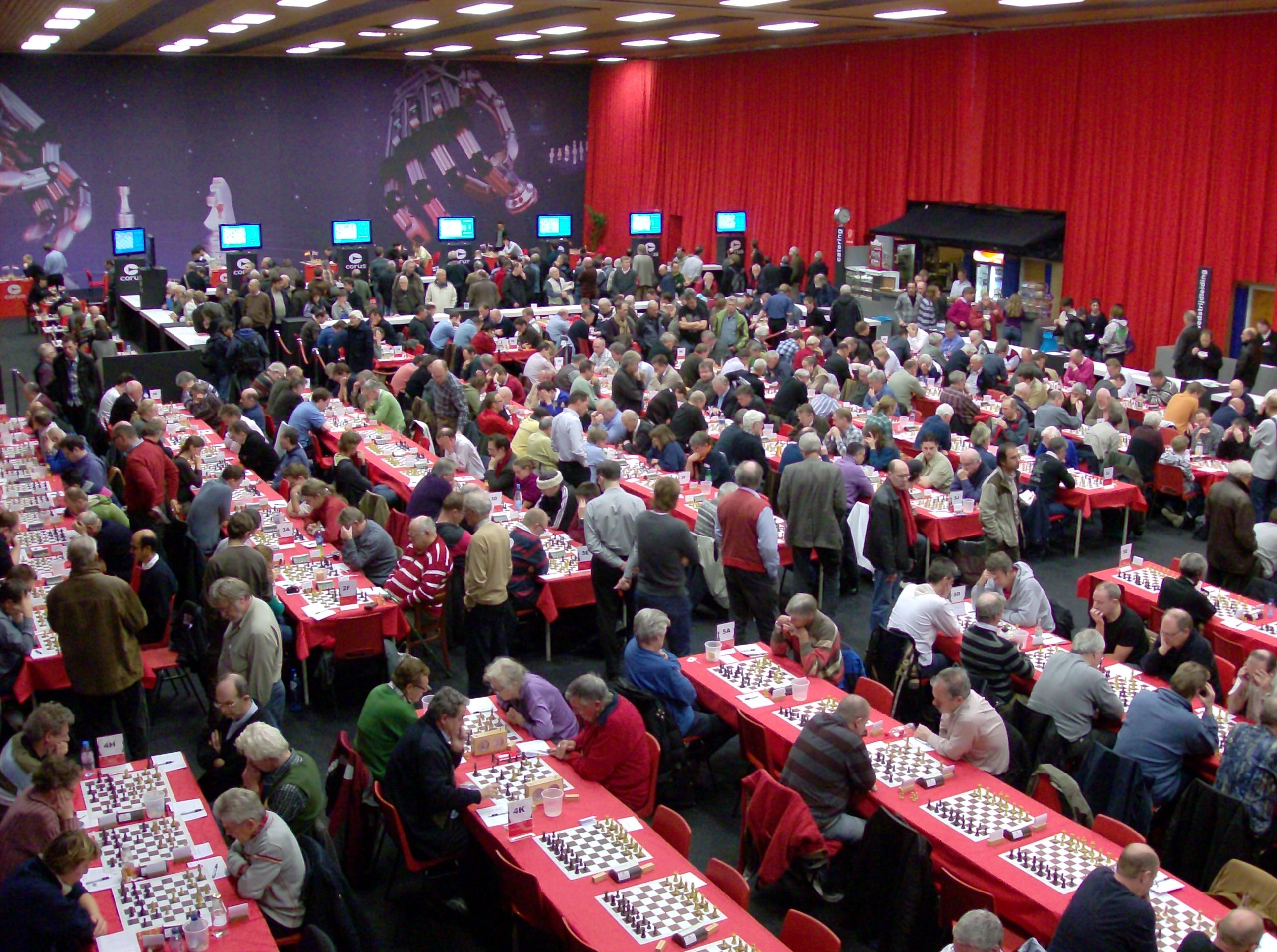
La sala di gioco del torneo Corus Wijk aan Zee 2010

Come sede del torneo fu scelta la città di Beverwijk. Le prime edizioni furono di tono minore: nel 1938 i gruppi furono ristretti a quattro giocatori e si poterono iscrivere unicamente giocatori olandesi. Con questo formato si svolsero i primi cinque tornei, a cadenza annuale e agli inizi di gennaio. Nel 1943 e nel 1944 i gruppi furono raddoppiati a otto partecipanti. Nel 1945 si ebbe l'unica interruzione del torneo dal suo inizio ad oggi (2012), poiché l'avanzata degli alleati in Europa aveva infine raggiunto i Paesi Bassi.
Il 1946 vide per la prima volta il torneo diventare internazionale: il numero dei partecipanti all'evento principale fu portato a dieci e il belga Alberic O'Kelly de Galway e lo svedese Gösta Stoltz furono invitati a prenderne parte. Nel 1946 la carenza di cibo era, a causa della recente guerra, ancora un problema in molte zone d'Europa; come conseguenza il banchetto post torneo fu composto da zuppa di piselli, economico menu tra la gente comune. Negli anni successivi la zuppa di piselli è stata servita come prima portata del banchetto, una tradizione continuata quando il torneo passò da Beverwijk a Wijk aan Zee.
Un ulteriore aumento del numero dei partecipanti si ebbe nel 1953, quando fu portato a 12. Nella stessa edizione per la prima volta fu aggiunta una sezione femminile. L'anno successivo i partecipanti ritornarono dieci, ma i partecipanti erano più forti. Ci fu poi un grande aumento nel 1963, quando i giocatori furono 18, per essere ridotti a 16 nel 1964. Il torneo era allora già considerato il più forte al mondo..
Nel 1999 la Koninklijke Hoogovens, ditta produttrice di acciaio e alluminio, si fuse con la British Steel. La società frutto della fusione, la Corus Group, diede il suo nome al torneo.
Nel 2007 la Corus Group venne acquisita dalla società indiana Tata Steel, che, dopo alcuni dubbi sulla futura sponsorizzazione dell'evento, confermò l'impegno nell'organizzazione del torneo. A partire dall'edizione del 2011 la compagnia indiana diede anche il suo nome al torneo.
Fino al 2012 era diviso in tre sezioni, in ordine crescente di importanza C, B e A. I vincitori delle sezioni C e B ottenevano di diritto l'invito alla sezione superiore dell'edizione successiva. Tre posti nelle sezioni A e B e quattro nella C erano riservati a giocatori olandesi. La sezione A vedeva affrontarsi 14 tra i migliori giocatori in assoluto in un girone all'italiana. Successivamente le sezioni sono state portate a due, chiamate Challengers e Masters, in ordine crescente di importanza. Il vincitore della sezione Challengers ottiene l'invito a quella Masters dell'edizione successiva. La sezione C è stata sostituita con un evento Open chiamato Amateurs.
A partire dall'edizione 2017 sono stati introdotti gli spareggi a gioco rapido per determinare il vincitore in caso di piazzamento a pari punti. L'anno successivo si è verificato il primo caso in cui è stata necessaria l'applicazione della regola, quando Magnus Carlsen e Anish Giri hanno chiuso l'evento entrambi a 9 punti su 13.

## Vincitori del gruppo A

### Hoogovens Beverwijk

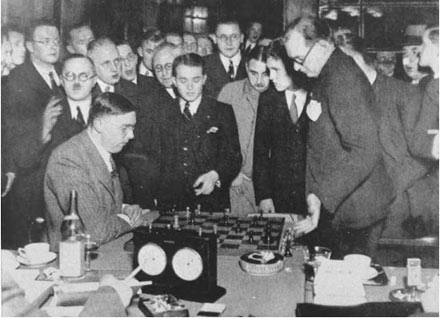
Max Euwe (seduto alla scacchiera) nel 1935

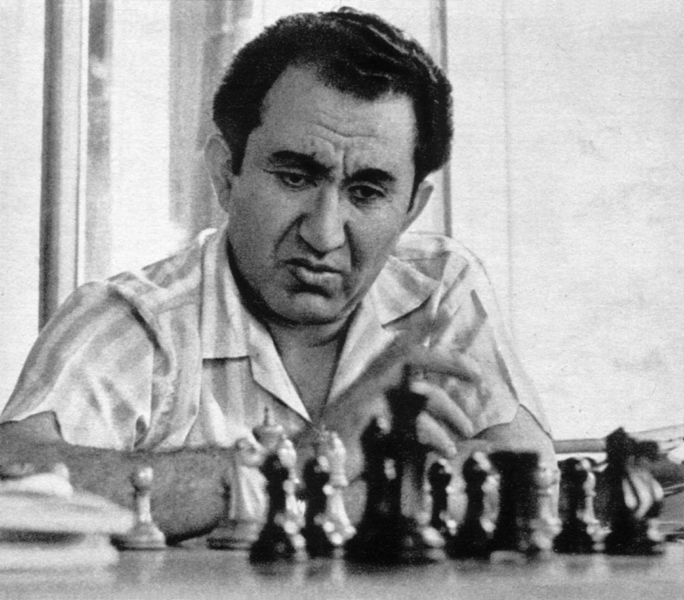
Tigran Petrosyan nel 1975

- 1938:  Philip Bakker
- 1939:  Nicolaas Cortlever
- 1940:  Max Euwe
- 1941:  Arthur Wijnans
- 1942:  Max Euwe
- 1943:  Arnold van den Hoek

- 1944:  Theo van Scheltinga
- 1945: Torneo non disputato
- 1946:  Alberic O'Kelly de Galway
- 1947:  Theo van Scheltinga
- 1948:  Lodewijk Prins
- 1949:  Savelij Tartakover
- 1950:  Jan Hein Donner
- 1951:  Herman Pilnik
- 1952:  Max Euwe
- 1953:  Nicolas Rossolimo
- 1954:  Hans Bouwmeester e  Vasja Pirc
- 1955:  Borislav Milić
- 1956:  Gideon Ståhlberg
- 1957:  Aleksandar Matanović
- 1958:  Max Euwe e  Jan Hein Donner
- 1959:  Friðrik Ólafsson

- 1960:  Bent Larsen e  Tigran Petrosyan
- 1961:  Bent Larsen e  Borislav Ivkov
- 1962:  Petar Trifunović
- 1963:  Jan Hein Donner
- 1964:  Paul Keres e  Iivo Nei
- 1965:  Lajos Portisch e  Juchym Heller
- 1966:  Leŭ Paluhaeŭski
- 1967:  Boris Spasskij

### Hoogovens Wijk aan Zee
Nel 1968 il torneo fu spostato nella cittadina costiera di Wijk aan Zee, parte della municipalità di Beverwijk. Da allora si è diffusa la pratica di chiamare l'evento con questo nome, benché in realtà quello ufficiale fosse quello dello sponsor.
- 1968:  Viktor Korčnoj
- 1969:  Mikhail Botvinnik e  Juchym Heller
- 1970:  Mark Tajmanov
- 1971:  Viktor Korčnoj
- 1972:  Lajos Portisch
- 1973:  Michail Tal'
- 1974:  Walter Browne
- 1975:  Lajos Portisch
- 1976:  Ljubomir Ljubojević e  Friðrik Ólafsson
- 1977:  Juchym Heller e  Gennadij Sosonko
- 1978:  Lajos Portisch
- 1979:  Leŭ Paluhaeŭski

- 1980:  Walter Browne e  Yasser Seirawan
- 1981:  Gennadij Sosonko e  Jan Timman
- 1982:  John Nunn e  Jurij Balašov
- 1983:  Ulf Andersson

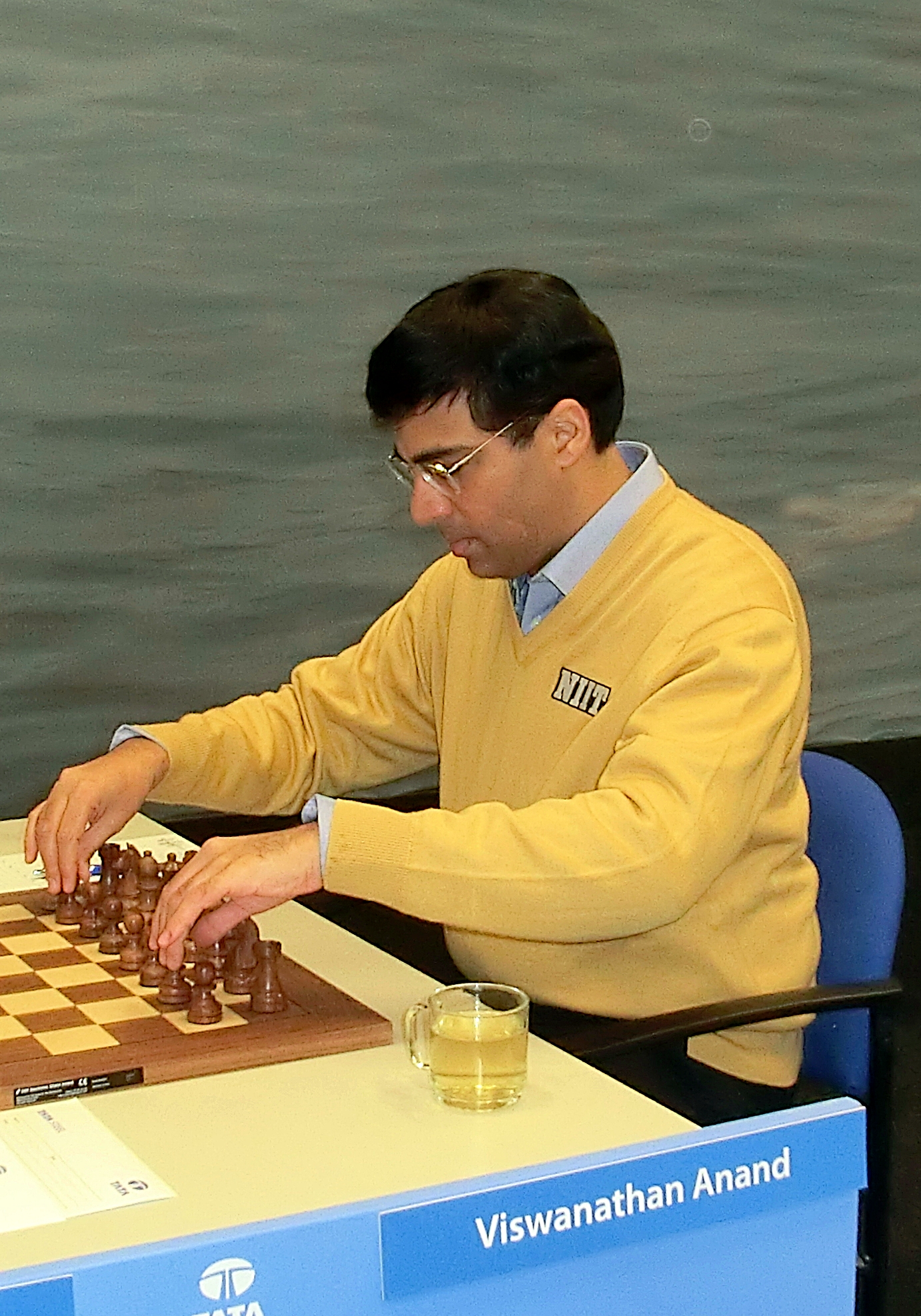
Viswanathan Anand durante l'edizione del 2013

- 1984:  Aleksandr Genrichovič Beljavskij e  Viktor Korčnoj
- 1985:  Jan Timman
- 1986:  Nigel Short
- 1987:  Nigel Short e  Viktor Korčnoj
- 1988:  Anatolij Karpov
- 1989:  Viswanathan Anand,  Predrag Nikolić,  Zoltán Ribli e  Gyula Sax
- 1990:  John Nunn
- 1991:  John Nunn
- 1992:  Valerij Salov e  Boris Gelfand
- 1993:  Anatolij Karpov
- 1994:  Predrag Nikolić
- 1995:  Aleksej Dreev
- 1996:  Vasyl' Ivančuk
- 1997:  Valerij Salov
- 1998:  Vladimir Kramnik e  Viswanathan Anand
- 1999:  Garri Kasparov

### Corus Wijk aan Zee

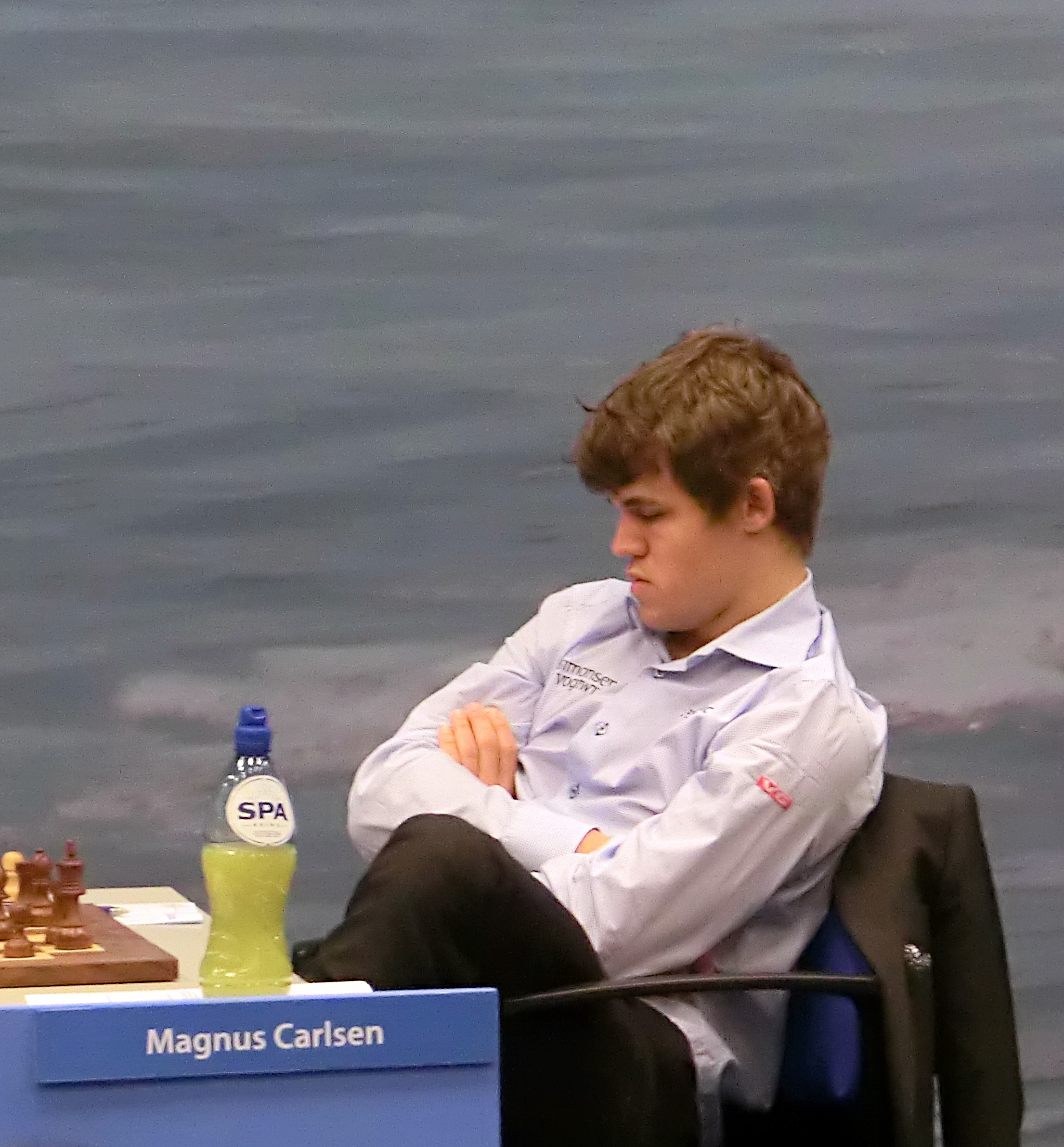
Magnus Carlsen durante l'edizione del 2013

Il torneo ha preso questo nome dopo la creazione del Corus Group.
- 2000:  Garri Kasparov
- 2001:  Garri Kasparov
- 2002:  Evgenij Bareev
- 2003:  Viswanathan Anand
- 2004:  Viswanathan Anand
- 2005:  Péter Lékó
- 2006:  Veselin Topalov e  Viswanathan Anand
- 2007:  Lewon Aronyan,  Teymur Rəcəbov e  Veselin Topalov
- 2008:  Lewon Aronyan e  Magnus Carlsen
- 2009:  Sergej Karjakin
- 2010:  Magnus Carlsen

### Tata Steel Masters
Cambio del nome motivato dall'acquisizione del Corus Group da parte della società indiana Tata Steel.
- 2011:   Hikaru Nakamura
- 2012:   Lewon Aronyan
- 2013:   Magnus Carlsen
- 2014:   Lewon Aronyan
- 2015:   Magnus Carlsen
- 2016:   Magnus Carlsen
- 2017:   Wesley So
- 2018:   Magnus Carlsen
- 2019:   Magnus Carlsen
- 2020:   Fabiano Caruana
- 2021:   Jorden van Foreest[5]
- 2022:   Magnus Carlsen[6]
- 2023:   Anish Giri[7]
- 2024:   Wei Yi[8]

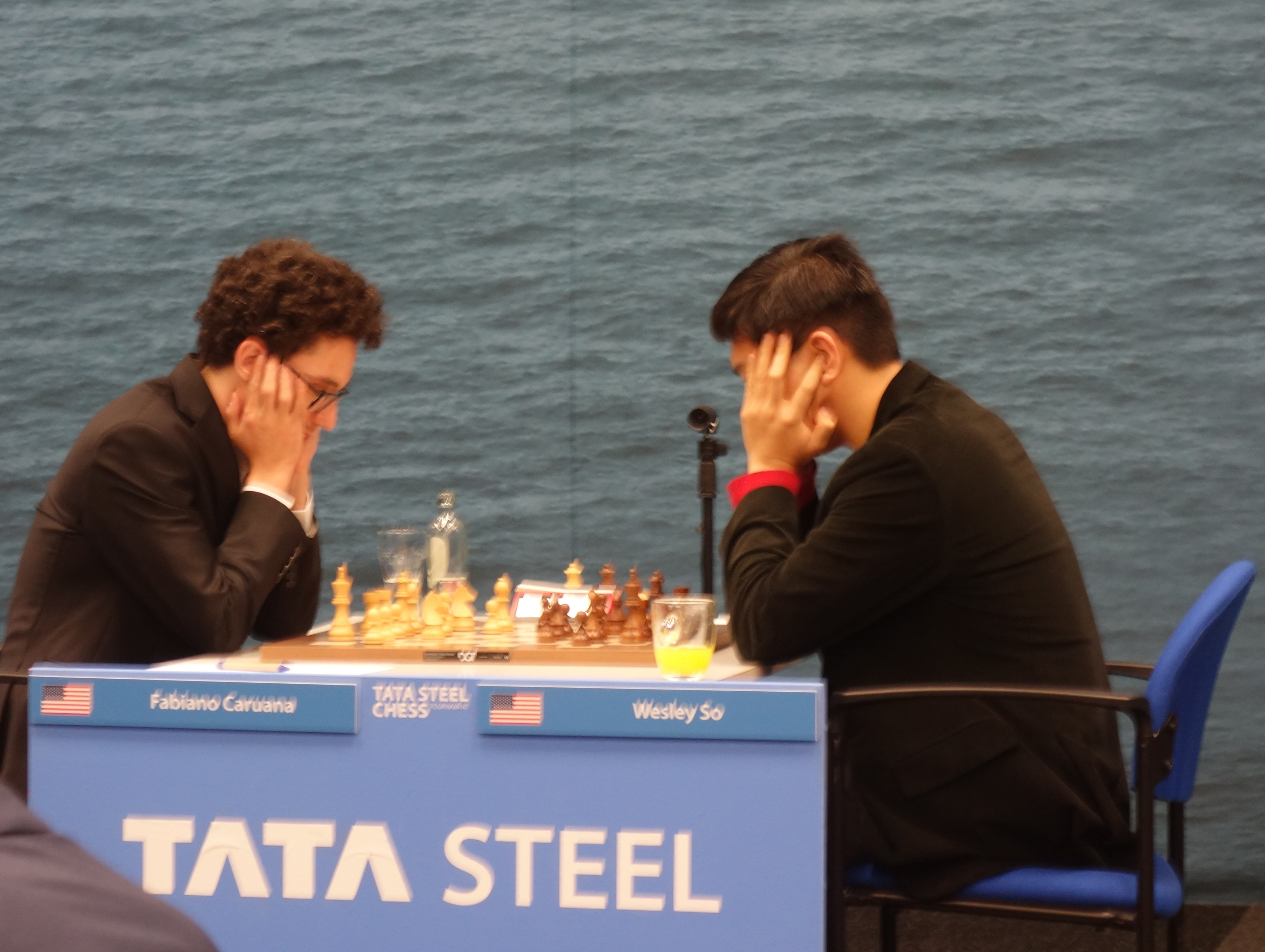
Fabiano Caruana contro Wesley So durante l'edizione 2020

- 2025:   Rameshbabu Praggnanandhaa[9]

## Vincitori del gruppo B
Vincitori di alcune edizioni del gruppo B (Challengers).

### Hoogovens Wijk aan Zee
- 1996:   Alexander Onischuk
- 1997:   Friso Nijboer e   Paul van der Sterren
- 1998:   Dimitri Reinderman
- 1999:   Smbat Lputjan

### Corus Wijk aan Zee
- 2000:   Sergej Tivjakov,   Aleksandr Oniščuk e   Boris Avrukh
- 2001:   Michail Gurevič
- 2002:   Michail Krasenkov
- 2003:   Zhang Zhong
- 2004:   Lazaro Bruzón
- 2005:   Sergej Karjakin
- 2006:   Aleksandr Motylëv e   Magnus Carlsen
- 2007:   Pavel Eljanov
- 2008:   Sergey Movsesyan
- 2009:   Fabiano Caruana
- 2010:   Anish Giri

### Tata Steel Challengers
- 2011:   Luke McShane e   David Navara
- 2012:   Pentala Harikrishna
- 2013:   Arkadij Naiditsch e   Richárd Rapport
- 2014:   Ivan Šarić
- 2015:   Wei Yi
- 2016:   Baskaran Adhiban
- 2017:   Gawain Jones e   Markus Ragger
- 2018:   Vidit Gujrathi
- 2019:   Vladislav Kovalëv
- 2020:   David Antón Guijarro
- 2022:   Arjun Erigaisi
- 2023:   Alexander Donchenko[11]
- 2024:   Leon Luke Mendonca [12]
- 2025:   Thai Dai Van Nguyen [13]